# 地球の子ども
『地球の子ども』（ちきゅうのこども）は、第38回（1971年度）NHK全国音楽コンクール小学校の部課題曲。作詞はまど・みちお、作曲は山本直純。
なお、第55回（1988年）にも課題曲Bとなっているが、曲名が「地球のこども」と、「こども」がひらがなになっている。

## 概要
- 4/4拍子、テンポはModerato表記となっている。曲は1番と2番で旋律は同じ。前年の課題曲「空がこんなに青いとは」の歌詞が環境（公害問題）のことを考えたものであるが、この曲の歌詞は地球全体で考えられている。
- 1971年6月 - 7月には『みんなのうた』でも放送。歌は東京放送児童合唱団。映像は加藤晃主催の「みつばち工房」製作によるもので、多数の風船を地球や星に見立てて製作した。
- 映像は現存しており、2011年発売の『みんなのうたDVD-BOX』(第2集)に収録されている。